# Halsbandsvitstjärt
Halsbandsvitstjärt (Myioborus torquatus) är en fågel i familjen skogssångare inom ordningen tättingar.

## Utseende
Halsbandsvitstjärten är en liten skogssångare med för släktet karakteristiskt vita inslag i stjärten. Den har diagnostiskt gult ansikte, mörk halskrage som gett den sitt namn och orangefärgad hjässa. Könen är lika.

## Utbredning och systematik
Fågeln förekommer i fuktiga bergsskogar i Costa Rica och västra Panama. Den behandlas som monotypisk, det vill säga att den inte delas in i några underarter.

## Levnadssätt
Halsbandsvitstjärten hittas i bergsbelägna skogar och skogsbryn. Den ses ofta i par, ofta som en del av kringvandrande artblanade flockar som rör sig snabbt genom skogens mellersta skikt. Liksom andra vitstjärtar sprider den ut och knycker med stjärten medan den födosöker efter insekter.

## Bilder

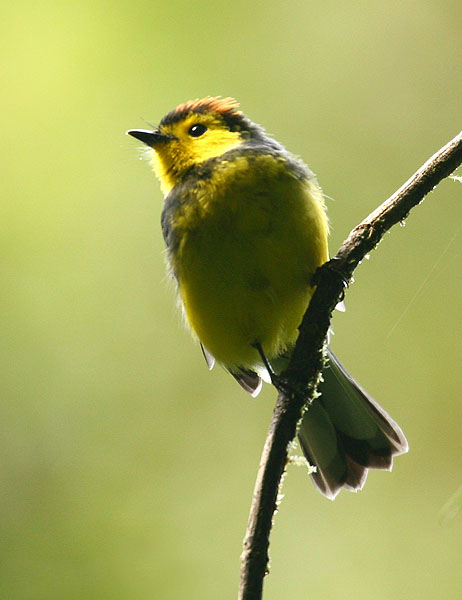
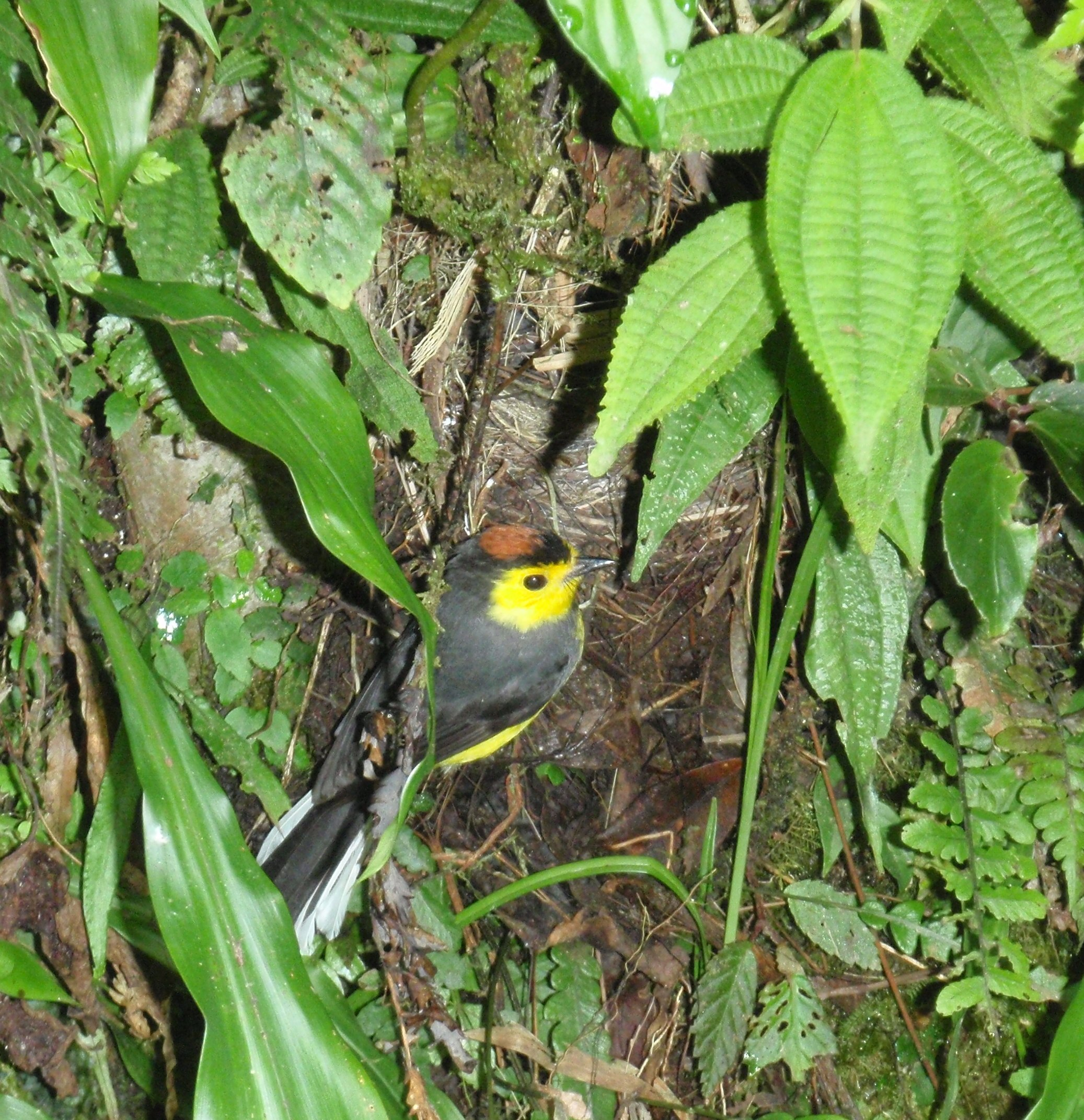

## Status
Trots det begränsade utbredningsområdet och att den tros minska i antal anses beståndet vara livskraftigt av internationella naturvårdsunionen IUCN.  Beståndet uppskattas till i storleksordningen 50 000 till en halv miljon vuxna individer.